# Nomade digitale

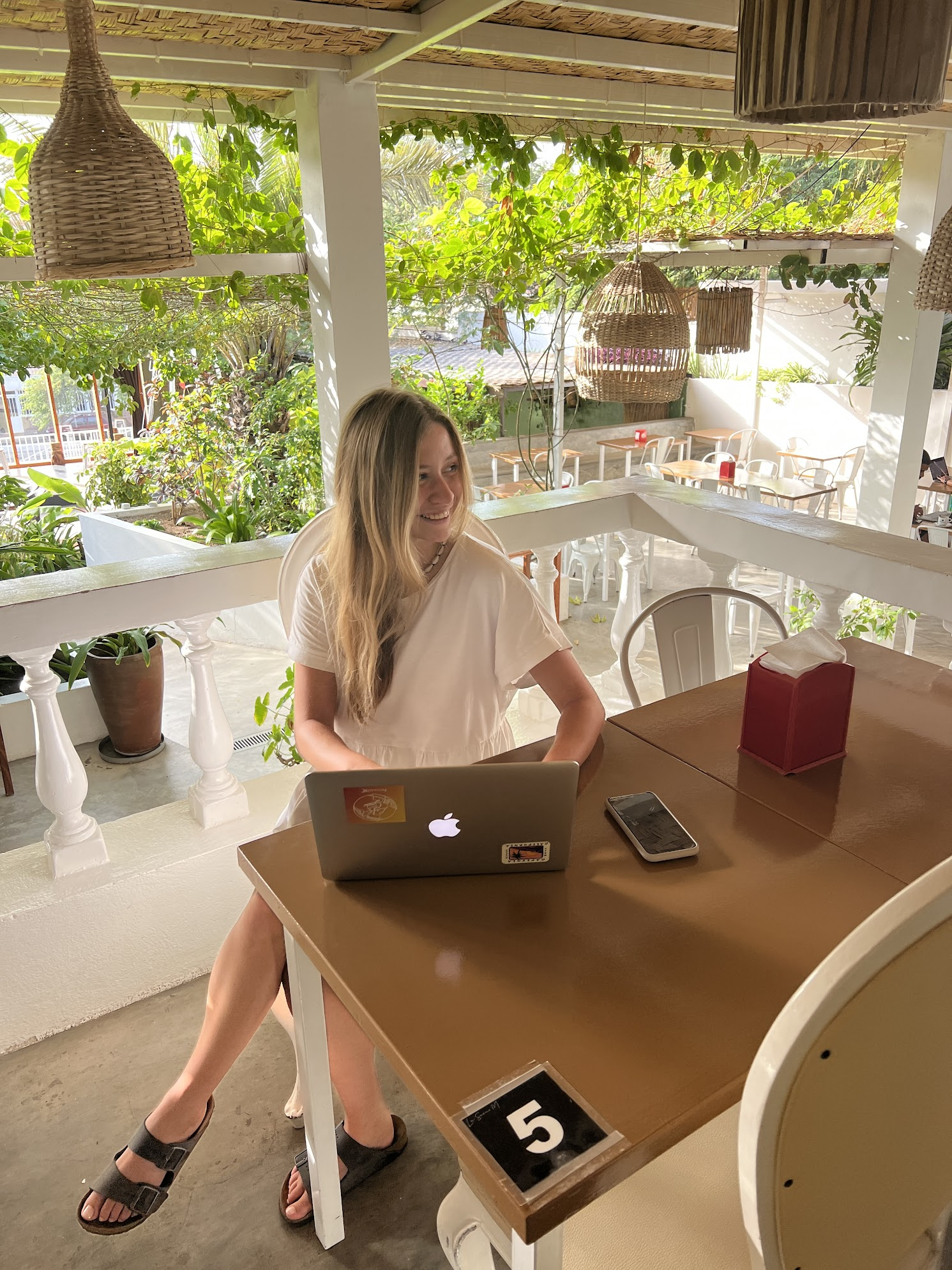
Una nomade digitale al lavoro in un ristorante

Un nomade digitale è un individuo che utilizza le tecnologie digitali per lavorare da remoto, guadagnandosi da vivere e conducendo uno stile di vita nomade. 
I nomadi digitali sono professionisti che svolgono il loro lavoro da luoghi remoti, spesso viaggiando in tutto il mondo, grazie all'uso di tecnologie come il Wi-Fi, gli smartphone e il cloud computing. Sebbene l'idea di lavorare mentre si viaggia non sia nuova, il termine "nomadismo digitale" ha iniziato a guadagnare popolarità all'inizio degli anni 2000. Questo è dovuto in gran parte al progresso della tecnologia che ha permesso a sempre più persone di lavorare in remoto. Il concetto si è poi diffuso con l'avvento di piattaforme di liberi professionisti online, coworking spaces globali e un crescente interesse per uno stile di vita meno tradizionale.
L'origine del fenomeno è strettamente legata all'evoluzione della tecnologia e della connettività internet.  Il nomadismo digitale è nato come risposta all'evoluzione del mercato del lavoro e alla crescente digitalizzazione di molte professioni. Man mano che sempre più lavori diventavano eseguibili a distanza, alcune persone hanno iniziato a sfruttare la possibilità di lavorare in remoto per viaggiare e vivere in diverse parti del mondo. È un concetto e stile di vita che si basa sull'utilizzo della tecnologia per lavorare in remoto e vivere in maniera nomade.

## Etimologia
Il termine "nomadismo digitale" è un composto di "nomadismo" e "digitale". 
Il "nomadismo" è un termine derivato dal greco antico νομάδες (nomades), che significa "coloro che vagano per trovare pascoli", una parola che era usata per descrivere le tribù di persone che si spostavano da un posto all'altro invece di stabilirsi in un luogo fisso. Questo termine è stato usato per secoli per descrivere culture e società che si spostano regolarmente per sostenere il loro modo di vita.
Il termine "digitale" si riferisce alla tecnologia digitale, una categoria di tecnologia che utilizza segnali digitali e altri dati per funzionare. Questo termine è diventato sempre più popolare con l'avvento del computer e di Internet.
Quando combinati, "nomadismo" e "digitale" descrivono un modo di vivere in cui le persone usano la tecnologia per lavorare in remoto e vivere una vita nomade. Questa combinazione di parole descrive l'intersezione della tecnologia e dello stile di vita nomade, in cui i lavoratori non sono più legati a un luogo fisso di lavoro grazie all'uso della tecnologia.

## Caratteristiche
I nomadi digitali spesso lavorano in settori come la programmazione, il design, la consulenza, il giornalismo, l'insegnamento e altre professioni che permettono il lavoro a distanza. L'uso di tecnologie digitali permette loro di lavorare da qualsiasi luogo che disponga di una connessione internet.

## Impatto sociale ed economico
Il fenomeno dei nomadi digitali ha avuto un impatto significativo sul modo in cui viene concepito il lavoro e la vita. Ha introdotto nuovi modelli di equilibrio tra vita professionale e personale e ha influenzato la creazione di nuovi servizi e infrastrutture, come gli spazi di coworking. 
La nascita e lo sviluppo del nomadismo digitale riflettono anche un cambiamento più ampio nelle aspirazioni e nei valori di molte persone, che cercano un maggiore controllo sulla propria vita, flessibilità e la possibilità di esplorare il mondo.
Il nomadismo digitale ha avuto un impatto significativo sul modo in cui le persone vedono il lavoro e lo stile di vita. Ha portato a una maggiore flessibilità e autonomia per i lavoratori, ma ha anche sollevato questioni relative alla sicurezza del lavoro, ai diritti dei lavoratori, alla protezione sociale e alla fiscalità.
Economicamente, il nomadismo digitale ha influito sui mercati del lavoro e del turismo. Alcune città e paesi hanno iniziato a offrire visti speciali per i nomadi digitali, cercando di attrarre questa nuova forza lavoro globale.
Nel complesso, il nomadismo digitale rappresenta una trasformazione significativa del lavoro e dello stile di vita nel XXI secolo, offrendo nuove opportunità e sfide per individui e società.